# Campionati mondiali di sollevamento pesi 2021 - 73 kg maschile
Le gare di sollevamento pesi della categoria fino a 73 kg maschile — pesi leggeri — dei campionati mondiali del 2021 si sono svolte il 10 dicembre 2021 a Tashkent presso l'Uzbekistan Sport Complex.

## Programma
L'orario indicato corrisponde a quello uzbeko (UTC+05:00)
| Data             | Orario | Evento   |
| ---------------- | ------ | -------- |
| 10 dicembre 2021 | 10:30  | Gruppo B |
| 10 dicembre 2021 | 19:00  | Gruppo A |

## Medagliati
Per ciascun esercizio, i primi tre classificati sono i seguenti:
| Esercizio | Oro                   | Oro    | Argento          | Argento | Bronzo           | Bronzo |
| --------- | --------------------- | ------ | ---------------- | ------- | ---------------- | ------ |
| Strappo   | Briken Calja          | 156 kg | Suttipong Jeeram | 154 kg  | Sergey Petrov    | 153 kg |
| Slancio   | Rahmat Erwin Abdullah | 192 kg | Briken Calja     | 186 kg  | Jeong Han-sol    | 181 kg |
| Totale    | Rahmat Erwin Abdullah | 343 kg | Briken Calja     | 342 kg  | Suttipong Jeeram | 334 kg |

## Record
Prima di questa competizione, i record mondiali esistenti erano i seguenti:
| Record mondiale | Strappo | Shi Zhiyong | 169 kg | Tashkent, Uzbekistan | 20 aprile 2021   |
| Record mondiale | Slancio | Shi Zhiyong | 198 kg | Tianjin, Cina        | 10 dicembre 2019 |
| Record mondiale | Totale  | Shi Zhiyong | 364 kg | Tokyo, Giappone      | 28 luglio 2021   |

## Risultati
| Pos. | Atleta                      | Gr. | Peso atleta | Strappo (kg) | Strappo (kg) | Strappo (kg) | Strappo (kg) | Slancio (kg) | Slancio (kg) | Slancio (kg) | Slancio (kg) | Totale |
| Pos. | Atleta                      | Gr. | Peso atleta | 1            | 2            | 3            | Pos.         | 1            | 2            | 3            | Pos.         | Totale |
| ---- | --------------------------- | --- | ----------- | ------------ | ------------ | ------------ | ------------ | ------------ | ------------ | ------------ | ------------ | ------ |
|      | Rahmat Erwin Abdullah (INA) | A   | 72.50       | 142          | 147          | 151          | 5            | 180          | 186          | 192          |              | 343    |
|      | Briken Calja (ALB)          | A   | 72.90       | 152          | 154          | 156          |              | 182          | 186          | 190          |              | 342    |
|      | Suttipong Jeeram (THA)      | A   | 72.80       | 150          | 154          | 156          |              | 180          | 180          | 180          | 5            | 334    |
| 4    | Erkand Qerimaj (ALB)        | A   | 72.90       | 150          | 153          | 153          | 4            | 180          | 180          | 183          | 4            | 333    |
| 5    | Sergey Petrov (RWF)         | A   | 73.00       | 144          | 149          | 153          |              | 172          | 178          | 182          | 6            | 331    |
| 6    | Jeong Han-sol (KOR)         | A   | 72.80       | 140          | 141          | 145          | 9            | 181          | 187          | 187          |              | 322    |
| 7    | Achinta Sheuli (IND)        | A   | 72.80       | 139          | 143          | 143          | 7            | 169          | 173          | 176          | 8            | 316    |
| 8    | Kakhi Asanidze (GEO)        | A   | 72.50       | 138          | 142          | 145          | 6            | 162          | 168          | 171          | 10           | 313    |
| 9    | Chiang Tsung-han (TPE)      | B   | 72.50       | 135          | 141          | 141          | 8            | 165          | 165          | 169          | 9            | 310    |
| 10   | Ismail Jamali (ESP)         | B   | 72.90       | 133          | 138          | 138          | 10           | 162          | 167          | 170          | 11           | 305    |
| 11   | Jacob Horst (USA)           | B   | 72.10       | 132          | 136          | 139          | 11           | 161          | 165          | 168          | 12           | 301    |
| 12   | Erry Hidayat (MAS)          | A   | 72.80       | 136          | 136          | 143          | 12           | 165          | 176          | 176          | 13           | 301    |
| 13   | Petr Stránský (CZE)         | A   | 72.30       | 131          | 135          | 138          | 14           | 160          | 160          | 167          | 14           | 295    |
| 14   | Indika Dissanayake (SRI)    | B   | 72.70       | 130          | 130          | 135          | 13           | 150          | 156          | 160          | 15           | 286    |
| 15   | Anthony Masinde (KEN)       | B   | 72.40       | 113          | 118          | 121          | 16           | 140          | 146          | 147          | 16           | 261    |
| 16   | Hakim Ssempereza (UGA)      | B   | 73.00       | 100          | 105          | 110          | 17           | 132          | 132          | 138          | 17           | 248    |
| —    | Sudesh Peiris (SRI)         | B   | 72.90       | 127          | 127          | 127          | 15           | —            | —            | —            | —            | —      |
| —    | Maksat Meredow (TKM)        | A   | 73.00       | 141          | 141          | 142          | —            | 176          | 176          | —            | 7            | —      |